# Pekingské nádraží

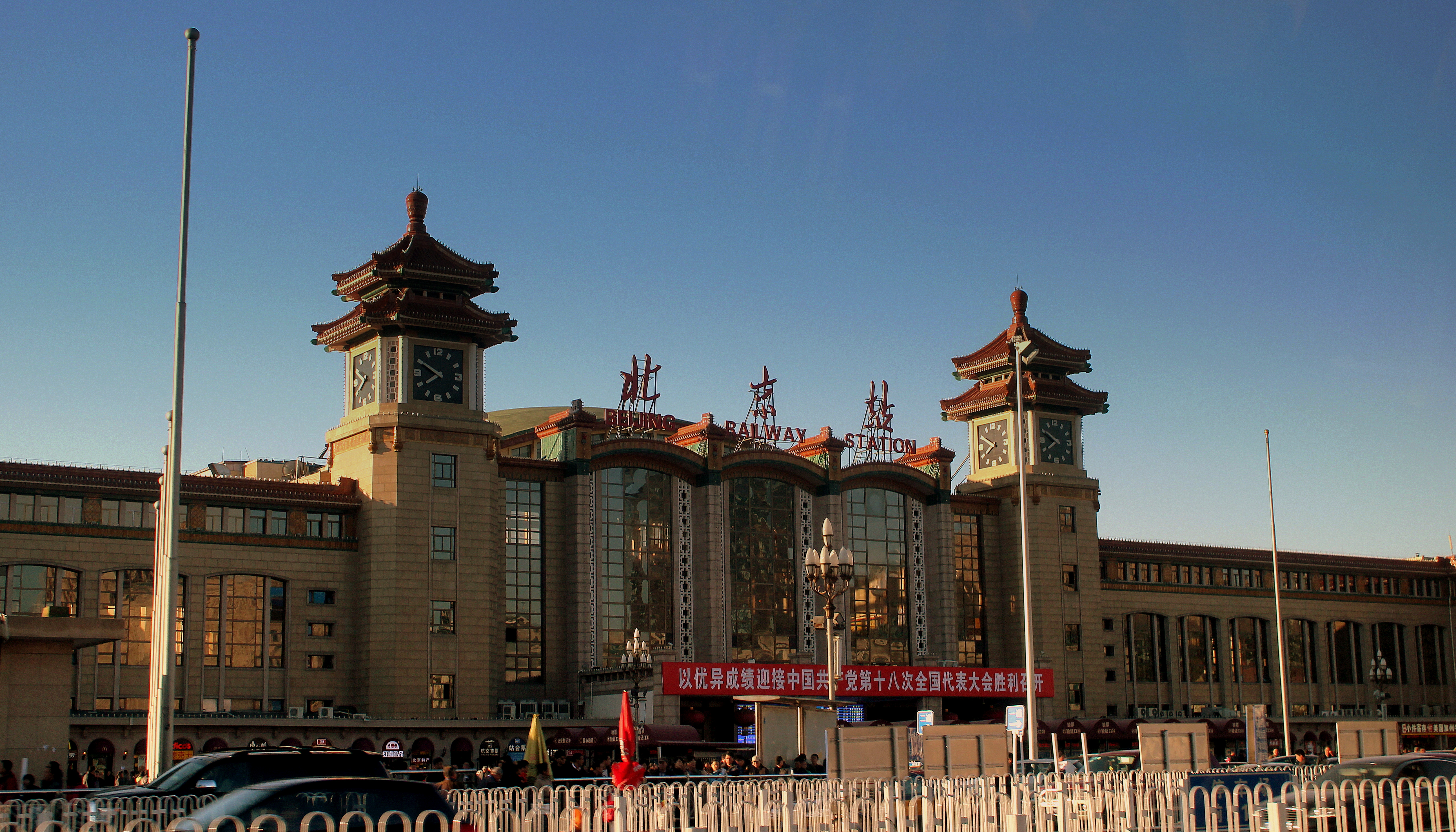
Budova pekingského nádraží

Pekingské železniční nádraží (čínsky v českém přepisu Pej-ťing chuo-čche-čan, pchin-jinem Běijīng huǒchēzhàn, znaky zjednodušené 北京火车站, tradiční 北京火車站) nebo krátce Pekingské nádraží (čínsky v českém přepisu Pej-ťing-čan, pchin-jinem Běijīngzhàn, znaky 北京站) je železniční stanice v centru Pekingu, hlavního města Čínské lidové republiky. Nachází se ve východní části městského obvodu Tung-čcheng a jako jediná leží v historické části města, jak ji dříve vymezovaly městské hradby i jak ji dnes vymezuje druhý městský okruh. Kromě stanice pro meziměstskou železniční přepravu se jedná i o stanici na lince 2 pekingského metra.

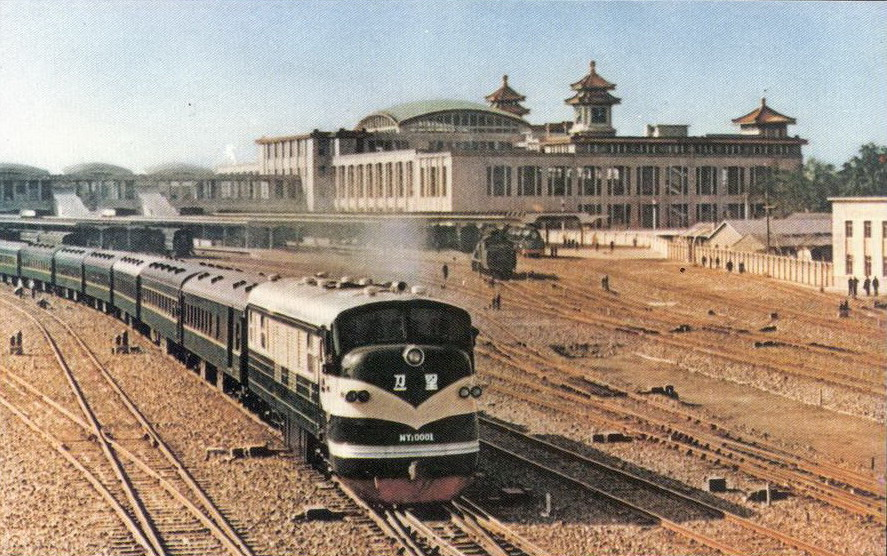
Pekingské nádraží v roce 1959

Pekingské nádraží bylo otevřeno v roce 1959 a jednalo se tehdy o největší nádraží v celé Číně, dnes ho ovšem svou velikostí překonávají Pekingské západní nádraží a Pekingské jižní nádraží postavená v širším centru v obvodě Feng-tchaj. Dnes z něj jezdí především vlaky do Mandžuska (po železniční trati Peking – Charbin do Šen-jangu, Ta-lienu a Charbinu), do Šan-tungu (do Ťi-nanu a Čching-tao) a do delty Jang-c’-ťiang (po trati Peking – Šanghaj do Šanghaje, Nankingu a Chang-čou), ale také některé vlaky do Vnitřního Mongolska a mezinárodní vlaky do Mongolska, Moskvy a Pchjongjangu.